# Sindre Henriksen
Sindre Henriksen (Sandviken (Bergen), 24 juli 1992) is een Noorse oud-langebaanschaatser. Henriksen is precies één week jonger dan Sverre Lunde Pedersen.
Anders dan zijn getalenteerdere generatiegenoot, was Henriksen geen toptalent. Pas op 23-jarige leeftijd wist hij verrassend de stap naar de Noorse top te maken. Hij reed zich het team voor de wereldbekerwedstrijden in het seizoen 2015-2016. Dat seizoen behaalde hij ook de bronzen medaille bij het Noorse allroundkampioenschap in Stavanger. Daarmee plaatste hij zich voor het EK allround van 2016. Hij debuteerde in Minsk met een verdienstelijke achtste plek in het eindklassement. Hoogtepunt was de gouden medaille op de ploegenachtervolging tijdens de Winterspelen van 2018.

## Persoonlijk
Sindre Henriksen is de oudere broer van schaatser Sigurd Henriksen.

## Persoonlijke records
| Afstand      | Tijd     | Datum            | Baan           |
| ------------ | -------- | ---------------- | -------------- |
| 500 meter    | 36,03    | 25 februari 2017 | Inzell         |
| 1000 meter   | 1.08,63  | 8 februari 2020  | Calgary        |
| 1500 meter   | 1.43,34  | 16 februari 2020 | Salt Lake City |
| 3000 meter   | 3.42,12  | 7 november 2015  | Calgary        |
| 5000 meter   | 6.15,74  | 1 december 2017  | Calgary        |
| 10.000 meter | 13.21,28 | 19 november 2017 | Stavanger      |

## Resultaten
| Jaar | EK Allround          | WK Allround           | WK Afstanden                          | Olympische Spelen        |
| ---- | -------------------- | --------------------- | ------------------------------------- | ------------------------ |
| 2016 | 8e (8e, 10e, 7e, 8e) |                       | 7e 1500m                              |                          |
| 2017 | 8e · (, 15e, , 7e)   | NC10 · (, 11e, 9e, -) | 20e 1000m · 20e 1500m · achtervolging |                          |
| 2018 |                      |                       |                                       | 7e 1500m · achtervolging |
| 2019 | 8e (7e, 14e, 5e, 8e) | 6e (6e, 18e, 4e, 7e)  | 13e 1500m · achtervolging             |                          |
| 2020 |                      |                       | 8e 1500m                              |                          |

2006: Anesi/Donagrandi/Fabris/Sanfratello ·
2010: Morrison/Giroux/Makowsky ·
2014: Blokhuijsen/Kramer/Verweij ·
2018: Bøkko/Henriksen/Nilsen/Pedersen ·
2022: Engebråten/Kongshaug/Pedersen